# (1441) Bolyai
(1441) Bolyai ist ein Asteroid des Hauptgürtels, der am 26. November 1937 von dem ungarischen Astronomen György Kulin am Konkoly-Observatorium in Budapest entdeckt wurde.
Der Name des Asteroiden erinnert an den ungarischen Mathematiker János Bolyai.